# Будинок синьої пташки
Будинок синьої пташки (кор. 파랑새의 집) — південнокорейський драматичний серіал що транслювався щосуботи та щонеділі з 21 лютого по 9 серпня 2015 року на телеканалі KBS2.

## Сюжет
Кім Чі Ван після проходження військової служби намагається влаштуватися на роботу, але як старанно він не готував резюме, без диплома престижного університету або підтримки впливових батьків знайти роботу вкрай складно. Не отримавши місця в черговій фірмі він готується до чергової спроби. Маючи принциповий характер він намагається знайти роботу самотужки, тож спочатку відхиляє пропозицію бабці спробувати звернутися по підтримку до друга та помічника покійного батька Чан Те Су у якого зараз успішний бізнес. Але розуміючи що родині не вистачає коштів Чі Ван погоджується. Пройшовши відбір, він отримує місце в фірмі Nuga Global головою якої є Те Су. В той же самий час на роботу з примусу батька виходить і найкращий друг Чі Вана Чан Хьон До. Але на відміну від працьовитого Чі Вана який хоче якось проявити себе, Хьон До зовсім не цікавить служба і він навіть не намагається проявити старанність. Все що цікавить Хьон До це музика та зустрічі з дівчатами.
Минає деякий час і Чі Ван починає цікавитись що ж сталося з бізнесом батька, бо раніше Сан Чжун мав власний бізнес коли як Те Су був лише його помічником. Знайшовши деяких людей що працювали тоді з батьком, Чі Ван відкриває що Те Су просто привласнив кошти Сан Чжуна. Виявляється, що коли батьку Чі Вана стало зле з серцем, замість того щоб викликати швидку своєму керівнику, Те Су вкрав цінні папери на гроші з яких і побудував власний бізнес. Але що робити з цією правдою? Сподіватися що злодій який звик до гарного життя впливового бізнесмена, вибачиться та поверне вкрадене, наївно.

## Акторський склад

### Головні ролі
- Лі Чун Хьок — у ролі Кім Чі Вана[1]. Молодий чоловік який нарешті отримав довгоочікуванну роботу. Він надзвичайно прив'язаний до своєї родини, хоча рідною по крові йому є лише бабця. Сон Хї яку він вважає за матір йому мачуха, а улюблена менша сестра прийомна.
- Чхе Су Бін — у ролі Хан Ин Су[2]. Незважаючи на те що вона прийомна донька Сон Хї та Сан Чжуна, Ин Су улюблениця родини яку всі намагаються вберігати від негараздів. Вона тимчасово працює в піцерії, але мріє отримати роботу дизайнера.
- Лі Сан Йоп — у ролі Чан Хьон До[3]. Син Те Су, друг Чі Вана. Веде безтурботний спосіб життя допоки впливовому батьку не набридають витівки єдиного сина, і він змушує сина працювати в компанії. Хьон До має добрий веселий норов, але коли дізнається про вчинок батька сильно змінюється.
- Кьон Су Чжін[en] — у ролі Кан Йон Чжу[4]. Сусідка та подруга дитинства Чі Вана, яка наперекір матері бросила прибуткову роботу вчителя щоб стати сценаристкою. З юності закохана в Чі Вана, але той не помічає її почуттів.

### Другорядні ролі

#### Родина Чі Вана
- Чхве Мьон Гіль[en] — у ролі Хан Сон Хї. Удова Сан Чжуна, після смерті чоловіка продовжувала виховувати його сина та дівчинку Ин Су яку вони вдочерили.
- Чон Че Сун — у ролі Лі Чін Ї. Мати Сан Чжуна, бабця Чі Вана.
- Пан Ин Хї[en] — у ролі Пак Хьон Сук.
- Кім Чон Хак — у ролі Кім Сан Чжуна. Успішний підприємець, порядний сім'янин. Маючи слабке серце раптово сконав на роботі.

#### Родина Хьон До
- Чхон Хо Чжін[en] — у ролі Чан Те Су. Батько Хьон До, бізнесмен, голова великої корпорації. Походив з надзвичайно бідної родини, раніше працював у Сан Чжуна який до нього ставився по-дружньому.
- Лі Хє Сук[en] — у ролі Чон Су Гьон. Мати Хьон До, домогосподарка.

#### Інші
- Сон Ок Сук[en] — у ролі О Мін Чжі. Мати Йон Чжу. Все життя, коли її чоловік добре заробляв в банку була домогосподаркою, але коли його змусили звільнитися, пішла працювати офіціанткою до їдальні.
- Чон Вон Чун — в ролі Кан Че Чхоля. Працівник банку який звик бути годувальником родини, але коли настали скрутні часи змушений відмовитися від своїх патріархальних принципів.
- Ом Хьон Кьон[en] — у ролі Со Мі Чін. Колега та наставниця Чі Вана.
- Нам Кьон Ип — у ролі Шин Йон Хвана. Друг Сан Чжуна та Сон Хї, президент компанії Hwain Industry. Намагається допомогти з'ясувати куди ділись всі кошти Сан Чжуна, але сам опиняється у в'язниці.
- Кім Хє Сон[en] — у ролі Лі Чон Е. Бухгалтерка що працювала в фірмі Сан Чжуна.
- Ю Син Бон — у ролі Лі Сок Чжіна. Один з друзів Сан Чжуна та співзасновник компанії Теху індастрі.
- Лі Чу У[en] — у ролі Пак Чу Рі. Співробітниця відділу маркетингу в якому працювали Чі Ван та Хьон До.
- О Йон — у ролі менеджера Юна.
- Ю Че Мьон[en] — у ролі містера Іма. Особистий помічник Те Су.
- Лі До Йон — у ролі Ин Ха. Друга донька Лі Чон Е, зведена сестра Ин Су.

## Рейтинги
- Найнижчі рейтинги позначені синім кольором, а найвищі — червоним кольором.

| Серія            | Прем'єра         | Рейтинг        | Рейтинг      | Рейтинг        | Рейтинг     |
| Серія            | Прем'єра         | TNmS Ratings   | TNmS Ratings | AGB Nielsen    | AGB Nielsen |
| Серія            | Прем'єра         | По всій країні | Сеул         | По Всій країні | Сеул        |
| ---------------- | ---------------- | -------------- | ------------ | -------------- | ----------- |
| 1                | 21 лютого 2015   | 23,3 %         | 23,9 %       | 24,4 %         | 23,8 %      |
| 2                | 22 лютого 2015   | 26,6 %         | 27,6 %       | 26,3 %         | 26,6 %      |
| 3                | 28 лютого 2015   | 23,9 %         | 24,4 %       | 23,1 %         | 23,1 %      |
| 4                | 1 березня 2015   | 24,7 %         | 25,8 %       | 26 %           | 26,3 %      |
| 5                | 7 березня 2015   | 22,8 %         | 24 %         | 23,3 %         | 23,6 %      |
| 6                | 8 березня 2015   | 25,5 %         | 27 %         | 26,2 %         | 26,5 %      |
| 7                | 14 березня 2015  | 22,6 %         | 23,5 %       | 21,5 %         | 21,6 %      |
| 8                | 15 березня 2015  | 26 %           | 27 %         | 25,7 %         | 26,2 %      |
| 9                | 21 березня 2015  | 22,5 %         | 23,8 %       | 22,3 %         | 22,8 %      |
| 10               | 22 березня 2015  | 25,5 %         | 27,5 %       | 25,4 %         | 25,7 %      |
| 11               | 28 березня 2015  | 23,8 %         | 23,4 %       | 23 %           | 23,6 %      |
| 12               | 29 березня 2015  | 26,1 %         | 26,8 %       | 26,6 %         | 27,7 %      |
| 13               | 4 квітня 2015    | 23,8 %         | 23,4 %       | 23,5 %         | 23,6 %      |
| 14               | 5 квітня 2015    | 26,1 %         | 26,2 %       | 25,2 %         | 25,4 %      |
| 15               | 11 квітня 2015   | 22,7 %         | 22,3 %       | 20,6 %         | 20,8 %      |
| 16               | 12 квітня 2015   | 27 %           | 27,2 %       | 25,4 %         | 25,9 %      |
| 17               | 18 квітня 2015   | 22,7 %         | 21,6 %       | 23 %           | 23,9 %      |
| 18               | 19 квітня 2015   | 27,2 %         | 27,7%        | 27 %           | 28,3%       |
| 19               | 25 квітня 2015   | 21,3%          | 20,5%        | 19,7%          | 19,8%       |
| 20               | 26 квітня 2015   | 26,4 %         | 26,8 %       | 23,9 %         | 24 %        |
| 21               | 2 травня 2015    | 23,3 %         | 23,9 %       | 20,1 %         | 21 %        |
| 22               | 3 травня 2015    | 26,6 %         | 26,4 %       | 24,3 %         | 23,8 %      |
| 23               | 9 травня 2015    | 22,1 %         | 21,9 %       | 20,1 %         | 20,6 %      |
| 24               | 10 травня 2015   | 25,7 %         | 24,9 %       | 25,5 %         | 26,4 %      |
| 25               | 16 травня 2015   | 22,4 %         | 23,4 %       | 19,9 %         | 20 %        |
| 26               | 17 травня 2015   | 23,6 %         | 23,5 %       | 23,5 %         | 23,8 %      |
| 27               | 23 травня 2015   | 22,8 %         | 22,8 %       | 20,3 %         | 20,7 %      |
| 28               | 24 травня 2015   | 24,5 %         | 24,4 %       | 22,8 %         | 23,7 %      |
| 29               | 30 травня 2015   | 22,8 %         | 22,1 %       | 21,3 %         | 21,3 %      |
| 30               | 31 травня 2015   | 25,4 %         | 26,2 %       | 24,2 %         | 25,4 %      |
| 31               | 6 червня 2015    | 21,6 %         | 21,4 %       | 21,3 %         | 21,6 %      |
| 32               | 7 червня 2015    | 24,2 %         | 24,4 %       | 23,1 %         | 23,8 %      |
| 33               | 13 червня 2015   | 23,6 %         | 24 %         | 21,7 %         | 22,4 %      |
| 34               | 14 червня 2015   | 25,1 %         | 24,7 %       | 25,4 %         | 25,4 %      |
| 35               | 20 червня 2015   | 24,5 %         | 23,4 %       | 23,6 %         | 24 %        |
| 36               | 21 червня 2015   | 25,6 %         | 24,7 %       | 23,7 %         | 24,1 %      |
| 37               | 27 червня 2015   | 22,2 %         | 21,1 %       | 21,6 %         | 21,6 %      |
| 38               | 28 червня 2015   | 26,8 %         | 26,9 %       | 26,3 %         | 26,9 %      |
| 39               | 4 липня 2015     | 22,6 %         | 23,1 %       | 21,4 %         | 21,5 %      |
| 40               | 5 липня 2015     | 27,2 %         | 26,7℅        | 25,4 %         | 25,1 %      |
| 41               | 11 липня 2015    | 23,5 %         | 22,4 %       | 22,7 %         | 22,9 %      |
| 42               | 12 липня 2015    | 28,7%          | 27 %         | 27,4 %         | 28,1 %      |
| 43               | 18 липня 2015    | 22,3 %         | 22,8 %       | 22,4 %         | 22,2 %      |
| 44               | 19 липня 2015    | 25,2 %         | 24,8 %       | 26,4 %         | 27 %        |
| 45               | 25 липня 2015    | 23,3 %         | 23,8 %       | 22,6 %         | 22,7 %      |
| 46               | 26 липня 2015    | 25,5 %         | 26,4 %       | 27,3 %         | 26,5 %      |
| 47               | 1 серпня 2015    | 21,6 %         | 22,6 %       | 21,7 %         | 21,3 %      |
| 48               | 2 серпня 2015    | 24,1 %         | 23,3 %       | 25,8 %         | 26,3 %      |
| 49               | 8 серпня 2015    | 21,3 %         | 21,3 %       | 22,4 %         | 22,4 %      |
| 50               | 9 серпня 2015    | 24,6 %         | 23,5 %       | 27,5 %         | 27 %        |
| Середній рейтинг | Середній рейтинг | 24,26 %        | 24,36 %      | 23,68 %        | 23,97 %     |

## Нагороди
| Рік  | Нагорода                  | Категорія                   | Отримувач    | Результат | Примітки |
| ---- | ------------------------- | --------------------------- | ------------ | --------- | -------- |
| 2015 | 4-та Премія «Зірок МААТР» | Краща нова акторка          | Чхе Су Бін   | Перемога  | [ 6 ]    |
| 2015 | 29-та Премія KBS драма    | Краща нова акторка          | Чхе Су Бін   | Перемога  | [ 7 ]    |
| 2015 | 29-та Премія KBS драма    | Краща акторка другого плану | Ом Хьон Кьон | Перемога  | [ 7 ]    |